# Фучжун (станция метро)
«Фучжун» (англ. Fuzhong (Fujhong); кит. 府中) — станция линии Баньнань Тайбэйского метрополитена, открытая 31 мая 2006 года в составе участка Тучэн. Расположена между станциями «Баньцяо» и «Дальневосточный госпиталь». Находится на территории районаБаньцяо города Новый Тайбэй.

## Техническая характеристика
«Фучжун» — двухъярусная. На каждом ярусе по одной платформе и по одному пути. На платформу верхнего яруса прибывают поезда в сторону станции «Наньган», а на платформу нижнего яруса — в сторону станции «Юннин». Выход в город и переход между ярусами находятся в центре зала. Выход оснащён эскалаторами и лифтом для пожилых людей и инвалидов. 27 ноября 2015 года на станции были установлены автоматические платформенные ворота.

## Тунъюн-пиньинь
Станция «Фучжун» была открыта в период президентства Чэнь Шуйбяна, лидера Демократической прогрессивной партии. Эта партия поддерживает использование тайваньского пиньиня тунъюн, поэтому английское название станции написано с помощью и ханьюй-пиньиня и тунъюн-пиньиня.

## Близлежащие достопримечательности
Недалеко от станции находится усадьба семьи Линь с садом, памятник XIX века.